# Smittipora sawayi
Smittipora sawayi är en mossdjursart som beskrevs av Ernst Marcus 1937. Smittipora sawayi ingår i släktet Smittipora och familjen Onychocellidae. Inga underarter finns listade i Catalogue of Life.